# قطعنامه ۶۰۲ شورای امنیت
قطعنامه ۶۰۲ شورای امنیت سازمان ملل متحد که در تاریخ ۲۵ نوامبر ۱۹۸۷ تصویب شد، سندی بین‌المللی دربارهٔ آنگولا-آفریقای جنوبی است. این قطعنامه طی نشست ۲۷۶۷ام با ۱۵ موافق، ۰ مخالف و ۰ ممتنع تصویب شد.